# Meek Mill/Diskografie
Diese Diskografie ist eine Übersicht über die musikalischen Werke des US-amerikanischen Rappers Meek Mill. Den Schallplattenauszeichnungen zufolge hat er bisher mehr als 44,7 Millionen Tonträger verkauft, davon alleine in seiner Heimat über 40,5 Millionen. Seine erfolgreichste Veröffentlichung ist die Single Going Bad mit über 6,7 Millionen verkauften Einheiten.

## Alben

### Studioalben
| Jahr | Titel Musiklabel                                    | Höchstplatzierung, Gesamtwochen, AuszeichnungChartplatzierungen (Jahr, Titel, Musiklabel, Platzierungen, Wochen, Auszeichnungen, Anmerkungen) | Höchstplatzierung, Gesamtwochen, AuszeichnungChartplatzierungen (Jahr, Titel, Musiklabel, Platzierungen, Wochen, Auszeichnungen, Anmerkungen) | Höchstplatzierung, Gesamtwochen, AuszeichnungChartplatzierungen (Jahr, Titel, Musiklabel, Platzierungen, Wochen, Auszeichnungen, Anmerkungen) | Höchstplatzierung, Gesamtwochen, AuszeichnungChartplatzierungen (Jahr, Titel, Musiklabel, Platzierungen, Wochen, Auszeichnungen, Anmerkungen) | Anmerkungen                             |
| Jahr | Titel Musiklabel                                    | DE | CH | UK | US | Anmerkungen                             |
| ---- | --------------------------------------------------- | --- | --- | --- | --- | --------------------------------------- |
| 2012 | Dreams and Nightmares Warner Bros. Records (WMG)    | — | — | UK67 (1 Wo.)UK | US2 Gold · (20 Wo.)US | Erstveröffentlichung: 30. Oktober 2012  |
| 2015 | Dreams Worth More Than Money Atlantic Records (WMG) | — | CH26 (1 Wo.)CH | UK13 (5 Wo.)UK | US1 Platin · (35 Wo.)US | Erstveröffentlichung: 29. Juni 2015     |
| 2017 | Wins & Losses Atlantic Records (WMG)                | — | — | UK21 (3 Wo.)UK | US3 Gold · (22 Wo.)US | Erstveröffentlichung: 21. Juli 2017     |
| 2018 | Championships Atlantic Records (WMG)                | — | CH48 (1 Wo.)CH | UK33 Silber · (6 Wo.)UK | US1 Platin · (95 Wo.)US | Erstveröffentlichung: 30. November 2018 |
| 2021 | Expensive Pain Atlantic Records (WMG)               | — | CH33 (1 Wo.)CH | UK23 (2 Wo.)UK | US3 (19 Wo.)US | Erstveröffentlichung: 1. Oktober 2021   |

### Kollaboalben
| Jahr | Titel Musiklabel                            | Höchstplatzierung, Gesamtwochen, AuszeichnungChartplatzierungen (Jahr, Titel, Musiklabel, Platzierungen, Wochen, Auszeichnungen, Anmerkungen) | Höchstplatzierung, Gesamtwochen, AuszeichnungChartplatzierungen (Jahr, Titel, Musiklabel, Platzierungen, Wochen, Auszeichnungen, Anmerkungen) | Höchstplatzierung, Gesamtwochen, AuszeichnungChartplatzierungen (Jahr, Titel, Musiklabel, Platzierungen, Wochen, Auszeichnungen, Anmerkungen) | Höchstplatzierung, Gesamtwochen, AuszeichnungChartplatzierungen (Jahr, Titel, Musiklabel, Platzierungen, Wochen, Auszeichnungen, Anmerkungen) | Anmerkungen                                           |
| Jahr | Titel Musiklabel                            | DE | CH | UK | US | Anmerkungen                                           |
| ---- | ------------------------------------------- | --- | --- | --- | --- | ----------------------------------------------------- |
| 2023 | Too Good to Be True Maybach Music (Maybach) | — | — | — | US23 (2 Wo.)US | Erstveröffentlichung: 10. November 2023 mit Rick Ross |

### Mixtapes
| Jahr                               | Titel Musiklabel                                 | Höchstplatzierung, Gesamtwochen, AuszeichnungChartplatzierungen (Jahr, Titel, Musiklabel, Platzierungen, Wochen, Auszeichnungen, Anmerkungen) | Höchstplatzierung, Gesamtwochen, AuszeichnungChartplatzierungen (Jahr, Titel, Musiklabel, Platzierungen, Wochen, Auszeichnungen, Anmerkungen) | Höchstplatzierung, Gesamtwochen, AuszeichnungChartplatzierungen (Jahr, Titel, Musiklabel, Platzierungen, Wochen, Auszeichnungen, Anmerkungen) | Höchstplatzierung, Gesamtwochen, AuszeichnungChartplatzierungen (Jahr, Titel, Musiklabel, Platzierungen, Wochen, Auszeichnungen, Anmerkungen) | Anmerkungen                              |
| Jahr                               | Titel Musiklabel                                 | DE | CH | UK | US | Anmerkungen                              |
| ---------------------------------- | ------------------------------------------------ | --- | --- | --- | --- | ---------------------------------------- |
| 2006                               | The Real Me Eigenvertrieb                        | — | — | — | — | Erstveröffentlichung: 1. September 2006  |
| 2006                               | The Real Me 2 Eigenvertrieb                      | — | — | — | — | Erstveröffentlichung: 1. Dezember 2006   |
| 2008                               | Flamers Eigenvertrieb                            | — | — | — | — | Erstveröffentlichung: 24. August 2008    |
| Template:Charttabelle/Wartung/Jahr | Flamers 2: Hottest In Tha City Grand Hustle, 215 | — | — | — | — | Erstveröffentlichung: 24. Februar 2009   |
| Template:Charttabelle/Wartung/Jahr | Flamers 2.5: The Preview Grand Hustle, 215       | — | — | — | — | Erstveröffentlichung: 13. Oktober 2009   |
| 2010                               | Flamers 3: The Wait Is Over Grand Hustle, 215    | — | — | — | — | Erstveröffentlichung: 12. März 2010      |
| 2010                               | Mr. Philadelphia Grand Hustle                    | — | — | — | — | Erstveröffentlichung: 25. August 2010    |
| 2011                               | Dreamchasers Maybach                             | — | — | — | — | Erstveröffentlichung: 11. August 2011    |
| 2012                               | Dreamchasers 2 Maybach, Warner Bros              | — | — | — | — | Erstveröffentlichung: 7. Mai 2012        |
| 2013                               | Dreamchasers 3 Maybach, Dream Chasers            | — | — | — | — | Erstveröffentlichung: 29. September 2013 |
| 2016                               | DC4 Atlantic Records (WMG)                       | — | — | UK48 (1 Wo.)UK | US3 (20 Wo.)US | Erstveröffentlichung: 28. Oktober 2016   |
| 2022                               | Flamers 5 Maybach, Dream Chasers                 | — | — | — | — | Erstveröffentlichung: 21. November 2022  |

### EPs
| Jahr | Titel Musiklabel                                 | Höchstplatzierung, Gesamtwochen, AuszeichnungChartplatzierungen (Jahr, Titel, Musiklabel, Platzierungen, Wochen, Auszeichnungen, Anmerkungen) | Höchstplatzierung, Gesamtwochen, AuszeichnungChartplatzierungen (Jahr, Titel, Musiklabel, Platzierungen, Wochen, Auszeichnungen, Anmerkungen) | Höchstplatzierung, Gesamtwochen, AuszeichnungChartplatzierungen (Jahr, Titel, Musiklabel, Platzierungen, Wochen, Auszeichnungen, Anmerkungen) | Höchstplatzierung, Gesamtwochen, AuszeichnungChartplatzierungen (Jahr, Titel, Musiklabel, Platzierungen, Wochen, Auszeichnungen, Anmerkungen) | Anmerkungen                             |
| Jahr | Titel Musiklabel                                 | DE | CH | UK | US | Anmerkungen                             |
| ---- | ------------------------------------------------ | --- | --- | --- | --- | --------------------------------------- |
| 2018 | Legends of the Summer Maybach Music (Maybach)    | — | — | — | US9 (9 Wo.)US | Erstveröffentlichung: 6. Juli 2018      |
| 2020 | Quarantine Pack Maybach Music (Maybach)          | — | — | — | US44 (2 Wo.)US | Erstveröffentlichung: 20. November 2020 |
| 2024 | Heathenism Dream Chasers Records (Dream Chasers) | — | — | — | US154 (1 Wo.)US | Erstveröffentlichung: 29. Februar 2024  |

## Singles

### Als Leadmusiker
| Jahr | Titel Album                                     | Höchstplatzierung, Gesamtwochen, AuszeichnungChartplatzierungen (Jahr, Titel, Album, Platzierungen, Wochen, Auszeichnungen, Anmerkungen) | Höchstplatzierung, Gesamtwochen, AuszeichnungChartplatzierungen (Jahr, Titel, Album, Platzierungen, Wochen, Auszeichnungen, Anmerkungen) | Höchstplatzierung, Gesamtwochen, AuszeichnungChartplatzierungen (Jahr, Titel, Album, Platzierungen, Wochen, Auszeichnungen, Anmerkungen) | Höchstplatzierung, Gesamtwochen, AuszeichnungChartplatzierungen (Jahr, Titel, Album, Platzierungen, Wochen, Auszeichnungen, Anmerkungen) | Anmerkungen                                                                                              |
| Jahr | Titel Album                                     | DE | CH | UK | US | Anmerkungen                                                                                              |
| --- | ----------------------------------------------- | --- | --- | --- | --- | --- |
| 2011 | Tupac Back Self Made Vol. 1                     | — | — | — | — | Erstveröffentlichung: 5. April 2011 feat. Rick Ross                                                      |
| 2011 | Ima Boss Dreamchasers                           | — | — | — | US— PlatinUS | Erstveröffentlichung: 17. Mai 2011 feat. Rick Ross                                                       |
| 2011 | House Party Dreamchasers                        | — | — | — | US— GoldUS | Erstveröffentlichung: 19. Oktober 2011 feat. Young Chris                                                 |
| 2012 | Ima Boss (Remix) –                              | — | — | — | US51 (2 Wo.)US | Erstveröffentlichung: 7. Februar 2012 feat. T.I., Birdman, Lil Wayne, DJ Khaled, Rick Ross & Swizz Beatz |
| 2012 | Amen Dreams and Nightmares                      | — | — | — | US57 Gold · (15 Wo.)US | Erstveröffentlichung: 19. Juni 2012 feat. Drake                                                          |
| 2012 | Burn Dreams and Nightmares                      | — | — | — | US— GoldUS | Erstveröffentlichung: 11. September 2012 feat. Big Sean                                                  |
| 2012 | Young & Gettin’ It Dreams and Nightmares        | — | — | — | US86 Gold · (10 Wo.)US | Erstveröffentlichung: 2. Oktober 2012 feat. Kirko Bangz                                                  |
| 2013 | Levels Dreamchasers 3                           | — | — | — | US— GoldUS | Erstveröffentlichung: 2. Juli 2013                                                                       |
| 2015 | Monster Dreams Worth More Than Money            | — | — | — | US96 Gold · (1 Wo.)US | Erstveröffentlichung: 7. März 2015                                                                       |
| 2015 | Check Dreams Worth More Than Money              | — | — | — | US— GoldUS | Erstveröffentlichung: 4. Juni 2015                                                                       |
| 2015 | All Eyes on You Dreams Worth More Than Money    | — | — | UK55 Platin · (16 Wo.)UK | US21 ×2Doppelplatin · (20 Wo.)US | Erstveröffentlichung: 26. Juni 2015 feat. Chris Brown & Nicki Minaj                                      |
| 2015 | R.I.C.O. Dreams Worth More Than Money           | — | — | UK— SilberUK | US40 ×2Doppelplatin · (13 Wo.)US | Erstveröffentlichung: 29. Juni 2015 feat. Drake                                                          |
| 2017 | Litty DC4                                       | — | — | — | US49 Platin · (4 Wo.)US | Erstveröffentlichung: 14. Februar 2017 feat. Tory Lanez                                                  |
| 2017 | Whatever You Need Wins & Losses                 | — | — | — | US51 Platin · (13 Wo.)US | Erstveröffentlichung: 1. Juni 2017 feat. Chris Brown & Ty Dolla Sign                                     |
| 2018 | Stay Woke Legends of the Summer                 | — | — | — | — | Erstveröffentlichung: 25. Juni 2018 feat. Miguel                                                         |
| 2018 | Oodles o’ Noodles Babies –                      | — | — | — | US85 (1 Wo.)US | Erstveröffentlichung: 22. November 2018                                                                  |
| 2019 | Going Bad Championships                         | DE92 Gold · (1 Wo.)DE | CH44 (14 Wo.)CH | UK13 Platin · (21 Wo.)UK | US6 ×5Fünffachplatin · (37 Wo.)US | Erstveröffentlichung: 22. Januar 2019 Verkäufe: + 6.710.000; feat. Drake                                 |
| 2019 | 24/7 Championships                              | — | — | UK66 Silber · (1 Wo.)UK | US54 Platin · (19 Wo.)US | Erstveröffentlichung: 16. April 2019 Verkäufe: + 1.200.000; feat. Ella Mai                               |
| 2020 | Letter to Nipsey –                              | — | — | — | US73 (2 Wo.)US | Erstveröffentlichung: 27. Januar 2020 feat. Roddy Ricch                                                  |
| 2020 | Believe –                                       | — | — | — | US90 (1 Wo.)US | Erstveröffentlichung: 7. Februar 2020 feat. Justin Timberlake                                            |
| 2020 | Otherside of America –                          | — | — | — | US64 (2 Wo.)US | Erstveröffentlichung: 5. Juni 2020                                                                       |
| 2021 | That Go! Slime Language 2                       | — | — | — | US— GoldUS | Erstveröffentlichung: 12. Februar 2021 mit Young Thug feat. T-Shyne                                      |
| 2021 | Sharing Locations Expensive Pain                | — | — | UK92 (2 Wo.)UK | US22 Platin · (15 Wo.)US | Erstveröffentlichung: 27. August 2021 feat. Lil Baby & Lil Durk                                          |
| 2021 | Blue Note$ II Expensive Pain                    | — | — | — | US72 (2 Wo.)US | Erstveröffentlichung: 3. September 2021 feat. Lil Uzi Vert                                               |
| 2023 | Shaq & Kobe Too Good to Be True                 | — | — | — | US83 (1 Wo.)US | Erstveröffentlichung: 29. September 2023 mit Rick Ross                                                   |
| Folgende Lieder erschienen nicht als Single, wurden aber durch das Album zum Download und Streaming bereitgestellt und konnten somit eine Platzierung erlangen: |                                                 | | | | | |
| |                                                 | | | | | |
| 2015 | Bad for You Dreams Worth More Than Money        | — | — | — | US78 Gold · (2 Wo.)US | Erstveröffentlichung: 29. Juni 2015 feat. Nicki Minaj                                                    |
| 2015 | Lord Knows Dreams Worth More Than Money         | — | — | — | US88 Gold · (1 Wo.)US | Erstveröffentlichung: 6. Juli 2015                                                                       |
| 2015 | Jump Out the Face Dreams Worth More Than Money  | — | — | — | US91 Gold · (1 Wo.)US | Erstveröffentlichung: 6. Juli 2015 feat. Future                                                          |
| 2016 | Froze DC4                                       | — | — | — | US68 (1 Wo.)US | Erstveröffentlichung: 28. Oktober 2016 feat. Lil Uzi Vert & Nicki Minaj                                  |
| 2016 | Offended DC4                                    | — | — | — | US70 (1 Wo.)US | Erstveröffentlichung: 28. Oktober 2016 feat. Young Thug & 21 Savage                                      |
| 2016 | On the Regular DC4                              | — | — | — | US75 (1 Wo.)US | Erstveröffentlichung: 28. Oktober 2016                                                                   |
| 2016 | The Difference DC4                              | — | — | — | US84 (1 Wo.)US | Erstveröffentlichung: 28. Oktober 2016 feat. Quavo                                                       |
| 2016 | Blue Notes DC4                                  | — | — | — | US93 (1 Wo.)US | Erstveröffentlichung: 28. Oktober 2016                                                                   |
| 2016 | Blessed Up DC4                                  | — | — | — | US97 (1 Wo.)US | Erstveröffentlichung: 28. Oktober 2016                                                                   |
| 2017 | Issues Wins & Losses                            | — | — | — | US77 Gold · (1 Wo.)US | Erstveröffentlichung: 21. Juli 2017                                                                      |
| 2017 | Wins & Losses                                   | — | — | — | US79 (1 Wo.)US | Erstveröffentlichung: 21. Juli 2017                                                                      |
| 2017 | 1942 Flows Wins & Losses                        | — | — | — | US82 Platin · (1 Wo.)US | Erstveröffentlichung: 21. Juli 2017                                                                      |
| 2017 | We Ball Wins & Losses                           | — | — | — | US96 Gold · (1 Wo.)US | Erstveröffentlichung: 21. Juli 2017 feat. Young Thug                                                     |
| 2017 | Fuck That Check Up Wins & Losses                | — | — | — | US97 (1 Wo.)US | Erstveröffentlichung: 21. Juli 2017 feat. Lil Uzi Vert                                                   |
| 2017 | Heavy Heart Wins & Losses                       | — | — | — | US99 (1 Wo.)US | Erstveröffentlichung: 21. Juli 2017                                                                      |
| 2018 | Dangerous Legends of the Summer • Championships | — | — | UK— SilberUK | US31 Platin · (20 Wo.)US | Charteinstieg: 21. Juli 2018 feat. Jeremih & PnB Rock                                                    |
| 2018 | Millidelphia Legends of the Summer              | — | — | — | US72 (1 Wo.)US | Charteinstieg: 21. Juli 2018 feat. Swizz Beatz                                                           |
| 2018 | What’s Free Championships                       | — | — | UK55 (1 Wo.)UK | US20 Gold · (2 Wo.)US | Charteinstieg: 15. Dezember 2018 feat. Rick Ross and Jay-Z                                               |
| 2018 | On Me Championships                             | — | — | — | US30 Gold · (2 Wo.)US | Charteinstieg: 15. Dezember 2018 feat. Cardi B                                                           |
| 2018 | Uptown Vibes Championships                      | — | — | — | US39 Gold · (3 Wo.)US | Charteinstieg: 15. Dezember 2018 feat. Fabolous & Anuel AA                                               |
| 2018 | Intro Championships                             | — | — | — | US55 Gold · (1 Wo.)US | Charteinstieg: 15. Dezember 2018                                                                         |
| 2018 | Respect the Game Championships                  | — | — | — | US57 Gold · (1 Wo.)US | Charteinstieg: 15. Dezember 2018                                                                         |
| 2018 | Trauma Championships                            | — | — | — | US61 (1 Wo.)US | Charteinstieg: 15. Dezember 2018                                                                         |
| 2018 | Championships                                   | — | — | — | US70 (1 Wo.)US | Charteinstieg: 15. Dezember 2018                                                                         |
| 2018 | Tic Tac Toe Championships                       | — | — | — | US72 (1 Wo.)US | Charteinstieg: 15. Dezember 2018 feat. Kodak Black                                                       |
| 2018 | Almost Slipped Championships                    | — | — | — | US73 (1 Wo.)US | Charteinstieg: 15. Dezember 2018                                                                         |
| 2018 | Splash Warning Championships                    | — | — | — | US77 (1 Wo.)US | Charteinstieg: 15. Dezember 2018 feat. Future, Roddy Ricch & Young Thug                                  |
| 2018 | Pay You Back Championships                      | — | — | — | US78 (1 Wo.)US | Charteinstieg: 15. Dezember 2018 feat. 21 Savage                                                         |
| 2020 | Pain Away Quarantine Pack                       | — | — | — | US86 (1 Wo.)US | Charteinstieg: 5. Dezember 2020 feat. Lil Durk                                                           |
| 2021 | Intro (Hate on Me) Expensive Pain               | — | — | — | US36 (1 Wo.)US | Charteinstieg: 16. Oktober 2021                                                                          |
| 2021 | Hot Expensive Pain                              | — | — | — | US60 (1 Wo.)US | Charteinstieg: 16. Oktober 2021 feat. Moneybagg Yo                                                       |
| 2021 | Expensive Pain                                  | — | — | — | US66 (1 Wo.)US | Charteinstieg: 16. Oktober 2021                                                                          |
| 2021 | On My Soul Expensive Pain                       | — | — | — | US69 (1 Wo.)US | Charteinstieg: 16. Oktober 2021                                                                          |
| 2021 | Outside (100 MPH) Expensive Pain                | — | — | — | US76 (1 Wo.)US | Charteinstieg: 16. Oktober 2021                                                                          |
| 2021 | Me (FWM) Expensive Pain                         | — | — | — | US89 (1 Wo.)US | Charteinstieg: 16. Oktober 2021 feat. ASAP Ferg                                                          |
| 2021 | Love Train Expensive Pain                       | — | — | — | US90 (1 Wo.)US | Charteinstieg: 16. Oktober 2021                                                                          |
| 2021 | Ride for You Expensive Pain                     | — | — | — | US95 (1 Wo.)US | Charteinstieg: 16. Oktober 2021 feat. Kehlani                                                            |

### Als Gastmusiker
| Jahr | Titel Album                                       | Höchstplatzierung, Gesamtwochen, AuszeichnungChartplatzierungen (Jahr, Titel, Album, Platzierungen, Wochen, Auszeichnungen, Anmerkungen) | Höchstplatzierung, Gesamtwochen, AuszeichnungChartplatzierungen (Jahr, Titel, Album, Platzierungen, Wochen, Auszeichnungen, Anmerkungen) | Höchstplatzierung, Gesamtwochen, AuszeichnungChartplatzierungen (Jahr, Titel, Album, Platzierungen, Wochen, Auszeichnungen, Anmerkungen) | Höchstplatzierung, Gesamtwochen, AuszeichnungChartplatzierungen (Jahr, Titel, Album, Platzierungen, Wochen, Auszeichnungen, Anmerkungen) | Anmerkungen |
| Jahr | Titel Album                                       | DE | CH | UK | US | Anmerkungen |
| --- | ------------------------------------------------- | --- | --- | --- | --- | --- |
| 2012 | Bag of Money G’s in Mayback 2                     | — | — | — | US64 (13 Wo.)US | Erstveröffentlichung: 23. März 2012 Wale feat. Meek Mill, Rick Ross & T-Pain                                                          |
| 2012 | Wild Boy (Remix) –                                | — | — | — | — | Erstveröffentlichung: 29. Mai 2012 Machine Gun Kelly feat. Meek Mill, 2 Chainz, French Montana, Mystikal, Steve-O & Yo Gotti          |
| 2012 | My Moment Quality Street Music                    | — | — | — | US89 (7 Wo.)US | Erstveröffentlichung: 29. Juni 2012 DJ Drama feat. 2 Chainz, Meek Mill & Jeremih                                                      |
| 2012 | Triumphant (Get ’Em) –                            | — | — | — | — | Erstveröffentlichung: 3. August 2012 Mariah Carey feat. Rick Ross & Meek Mill                                                         |
| 2013 | Bad Ass Almost Home                               | — | — | — | US90 (1 Wo.)US | Erstveröffentlichung: 22. Januar 2013 Kid Ink feat. Wale & Meek Mill                                                                  |
| 2013 | Fly Rich Rich Gang                                | — | — | — | — | Erstveröffentlichung: 4. März 2013 Rich Gang feat. Future, Tyga, Meek Mill, Mystikal & Stevie J                                       |
| 2013 | Bugatti (Remix) Trials & Tribulations             | — | — | — | — | Erstveröffentlichung: 7. Juni 2013 Ace Hood feat. Wiz Khalifa, T.I., Meek Mill, French Montana, 2 Chainz, Future, DJ Khaled & Birdman |
| 2013 | Bad Girl Takeover –                               | — | — | — | — | Erstveröffentlichung: 17. Dezember 2013 Just Ivy feat. DJ Khaled & Meek Mill                                                          |
| 2019 | Tap Bad Habits                                    | — | — | — | US87 ×2Doppelplatin · (10 Wo.)US | Erstveröffentlichung: 7. Mai 2019 Nav feat. Meek Mill                                                                                 |
| 2019 | 100 Shooters High Off Life                        | — | — | — | US— GoldUS | Erstveröffentlichung: 12. Juli 2019 Future feat. Meek Mill & Doe Boy                                                                  |
| 2019 | Chariot High Off Life                             | — | — | — | US— GoldUS | Erstveröffentlichung: 16. August 2019 Calboy feat. Meek Mill, Lil Durk & Young Thug                                                   |
| 2019 | Backwards Delusions of Grandeur                   | — | — | — | — | Erstveröffentlichung: 2019 Gucci Mane feat. Meek Mill                                                                                 |
| Folgende Lieder erschienen nicht als Single, wurden aber durch das Album zum Download und Streaming bereitgestellt und konnten somit eine Platzierung erlangen: |                                                   | | | | | |
| |                                                   | | | | | |
| 2011 | Ambition                                          | — | — | — | US81 Platin · (1 Wo.)US | Wale feat. Meek Mill & Rick Ross |
| 2018 | Drip Drip Drip Love Me Now?                       | — | — | UK82 (1 Wo.)UK | — | Charteinstieg: 8. November 2018 Tory Lanez feat. Meek Mill                                                                            |
| 2018 | Time Street Gossip                                | — | — | — | US62 Platin · (1 Wo.)US | Charteinstieg: 15. Dezember 2018 Verkäufe: + 1.000.000; Lil Baby feat. Meek Mill                                                      |
| 2019 | You Stay Father of Asahd                          | — | — | — | US44 Platin · (4 Wo.)US | Charteinstieg: 1. Juni 2019 DJ Khaled feat. Meek Mill, J Balvin, Lil Baby & Jeremih                                                   |
| 2019 | Weather the Storm Father of Asahd                 | — | — | — | US91 (1 Wo.)US | Charteinstieg: 1. Juni 2019 DJ Khaled feat. Meek Mill & Lil Baby                                                                      |
| 2019 | On the Road Hollywood’s Bleeding                  | — | — | — | US22 Platin · (4 Wo.)US | Charteinstieg: 21. September 2019 Verkäufe: + 1.470.000; Post Malone feat. Meek Mill & Lil Baby                                       |
| 2019 | Peta Please Excuse Me for Being Antisocial        | — | — | — | US72 Platin · (4 Wo.)US | Charteinstieg: 21. Dezember 2019 Verkäufe: + 1.040.000; Roddy Ricch feat. Meek Mill                                                   |
| 2021 | Still Runnin Voice of the Heroes                  | — | — | — | US43 Gold · (3 Wo.)US | Charteinstieg: 19. Juni 2021 Verkäufe: + 500.000; Lil Baby & Lil Durk feat. Meek Mill                                                 |
| 2025 | Proud of Me Some Days I’m Good, Some Days I’m Not | — | — | — | US87 (1 Wo.)US | Fridayy feat. Meek Mill |

## Musikvideos

### Als Leadmusiker
- 2011: Tupac Back (feat. Rick Ross)
- 2011: Ima Boss (feat. Rick Ross)
- 2011: House Party (feat. Young Chris)
- 2012: Lean wit It
- 2012: Black Magic (feat. Rick Ross)
- 2012: Actin’ Up (feat. Wale & French Montana)
- 2012: Amen (feat. Drake)
- 2012: Face Down
- 2012: Burn (feat. Big Sean)
- 2012: Young & Gettin’ It (feat. Kirko Bangz)
- 2012: Dreams and Nightmares
- 2013: Believe It (feat. Rick Ross)

### Als Gastmusiker
- 2012: Ambition (Wale feat. Rick Ross & Meek Mill)
- 2012: Stunt (2 Chainz feat. Meek Mill)
- 2012: So Sophisticated (Rick Ross feat. Meek Mill)
- 2012: My Moment (DJ Drama feat. 2 Chainz & Jeremih & Meek Mill)
- 2012: Slow Down (Torch, Wale, Gunplay, Stalley & Meek Mill)
- 2012: Rush Hour (L.E.P. Bogus Boys feat. Meek Mill)
- 2012: I Did It for My Dawgz (DJ Khaled, Rick Ross, French Montana, Jadakiss, Ace Hood & Meek Mill)
- 2013: It’s Going Down (Ace Hood feat. Meek Mill)
- 2013: Bad Ass (Kid Ink, Wale & Meek Mill)
- 2014: Buy a Heart (Nicki Minaj feat. Meek Mill)
- 2014: Big Daddy (Nicki Minaj feat. Meek Mill)
- 2019: 100 Bands (DJ Mustard feat. Quavo, 21 Savage, YG & Meek Mill, US: Gold)

## Statistik

### Chartauswertung
|                     | DE    | CH    | UK    | US    |
| ------------------- | ----- | ----- | ----- | ----- |
| Nummer-eins-Alben   | DE—DE | CH—CH | UK—UK | US2US |
| Top-10-Alben        | DE—DE | CH—CH | UK—UK | US7US |
| Alben in den Charts | DE—DE | CH3CH | UK6UK | US9US |

|                       | DE    | CH    | UK    | US     |
| --------------------- | ----- | ----- | ----- | ------ |
| Nummer-eins-Singles   | DE—DE | CH—CH | UK—UK | US—US  |
| Top-10-Singles        | DE—DE | CH—CH | UK—UK | US1US  |
| Singles in den Charts | DE1DE | CH1CH | UK6UK | US63US |

### Auszeichnungen für Musikverkäufe
| Silberne Schallplatte - Vereinigtes Königreich - 2022: für das Lied On The Road - 2024: für das Lied Dreams and Nightmares Goldene Schallplatte - Dänemark - 2022: für die Single All Eyes on You - 2023: für das Album Championships - Frankreich - 2020: für die Single Going Bad - Italien - 2020: für die Single Going Bad - Kanada - 2020: für das Lied Peta - 2021: für das Lied Ambition - 2023: für das Lied 1000 Nights - 2023: für die Single 100 Shooters - Neuseeland - 2019: für die Single Whatever You Need - 2019: für die Single R.I.C.O. - 2022: für das Album Dreams Worth More Than Money - Polen - 2023: für die Single Going Bad - Spanien - 2024: für die Single Going Bad - Vereinigte Staaten - 2019: für das Lied Fall Thru - 2023: für das Lied F-U | Platin-Schallplatte - Australien - 2024: für das Lied On The Road - Brasilien - 2024: für das Lied On The Road - Dänemark - 2024: für die Single Going Bad - Kanada - 2020: für das Album Championships - Neuseeland - 2020: für die Single All Eyes on You - 2023: für das Album Championships - 2023: für die Single Dangerous - Portugal - 2022: für die Single Going Bad 2× Platin-Schallplatte - Australien - 2019: für die Single Going Bad - Kanada - 2020: für die Single Tap - 2023: für das Lied On The Road - Vereinigte Staaten - 2019: für das Lied Dreams and Nightmares 3× Platin-Schallplatte - Neuseeland - 2023: für die Single Going Bad 5× Platin-Schallplatte - Kanada - 2019: für die Single Going Bad |

Anmerkung: Auszeichnungen in Ländern aus den Charttabellen bzw. Chartboxen sind in ebendiesen zu finden.
| Land/RegionAuszeichnungen für Musikverkäufe (Land/Region, Auszeichnungen, Verkäufe, Quellen) | Silber     | Gold       | Platin       | Verkäufe   | Quellen              |
| -------------------------------------------------------------------------------------------- | ---------- | ---------- | ------------ | ---------- | -------------------- |
| Australien (ARIA)                                                                            | —          | —          | 3× Platin3   | 210.000    | aria.com.au          |
| Brasilien (PMB)                                                                              | —          | —          | Platin1      | 40.000     | pro-musicabr.org.br  |
| Dänemark (IFPI)                                                                              | —          | 2× Gold2   | Platin1      | 145.000    | ifpi.dk              |
| Deutschland (BVMI)                                                                           | —          | Gold1      | —            | 200.000    | musikindustrie.de    |
| Frankreich (SNEP)                                                                            | —          | Gold1      | —            | 100.000    | snepmusique.com      |
| Italien (FIMI)                                                                               | —          | Gold1      | —            | 25.000     | fimi.it              |
| Kanada (MC)                                                                                  | —          | 4× Gold4   | 10× Platin10 | 960.000    | musiccanada.com      |
| Neuseeland (RMNZ)                                                                            | —          | 3× Gold3   | 6× Platin6   | 204.500    | radioscope.co.nz NZ2 |
| Polen (ZPAV)                                                                                 | —          | Gold1      | —            | 25.000     | olis.pl              |
| Portugal (AFP)                                                                               | —          | —          | Platin1      | 10.000     | Einzelnachweise      |
| Spanien (Promusicae)                                                                         | —          | Gold1      | —            | 30.000     | elportaldemusica.es  |
| Vereinigte Staaten (RIAA)                                                                    | —          | 26× Gold26 | 28× Platin28 | 41.000.000 | riaa.com             |
| Vereinigtes Königreich (BPI)                                                                 | 6× Silber6 | —          | 2× Platin2   | 2.260.000  | bpi.co.uk            |
| Insgesamt                                                                                    | 6× Silber6 | 40× Gold40 | 52× Platin52 |            |                      |